# Atherigona nitidifrons
Atherigona nitidifrons este o specie de muște din genul Atherigona, familia Muscidae, descrisă de Fritz Isidore van Emden în anul 1956. Conform Catalogue of Life specia Atherigona nitidifrons nu are subspecii cunoscute.